# Liste der Kellergassen in Grafenegg
Die Liste der Kellergassen in Grafenegg führt die Kellergassen in der niederösterreichischen Gemeinde Grafenegg an.
| Foto |                 | Kellergasse            | Standort                         | Beschreibung |
| ---- | --------------- | ---------------------- | -------------------------------- | --- |
| ja   | Datei hochladen | Weinbergstraße         | KG: Engabrunn Standort           | Die Weinbergstraße verläuft vom Ortszentrum in nördliche Richtung. Zu beiden Seiten der Straße stehen Kellergebäude. |
| ja   | Datei hochladen | Kellergasse            | KG: Engabrunn Standort           | Die Kellergasse ist eine beidseitige Einzelkellergasse in Grabenlage. Sie besteht aus 12 Gebäuden und hat eine Länge von 150 Metern. Die älteste Datierung geht auf das Jahr 1912 zurück.                                          |
| ja   | Datei hochladen | Kellergasse            | KG: Etsdorf am Kamp Standort     | Die Kellergasse ist ein beidseitiges Kellergassensystem in Grabenlage und an einer Geländekante. Sie besteht aus 89 Gebäuden und hat eine Länge von 1150 Metern. Die älteste Datierung geht auf das Jahr 1768 zurück.              |
| BW   | Datei hochladen | Raststatt              | KG: Etsdorf am Kamp Standort     | Die Kellergasse ist eine beidseitige Einzelkellergasse in der Ebene und an einer Geländekante. Sie besteht aus 22 weitverstreuten Gebäuden und hat eine Länge von 650 Metern. Die älteste Datierung geht auf das Jahr 1862 zurück. |
| ja   | Datei hochladen | Kellergasse Galgenberg | KG: Walkersdorf am Kamp Standort | Die Kellergasse ist ein beidseitiges Kellergassensystem in Hanglage und an einer Geländekante. Sie besteht aus 50 Gebäuden und hat eine Länge von 1000 Metern. Die älteste Datierung geht auf das Jahr 1739 zurück.                |

| Foto:                    | Fotografie der Kellergasse (Gesamtheit). Klicken des Fotos erzeugt eine vergrößerte Ansicht. Daneben finden sich zwei Symbole: \| Weitere Bilder vorhanden \| Das Symbol bedeutet, dass weitere Fotos des Objekts verfügbar sind. Durch Klicken des Symbols werden sie angezeigt. \| \| Eigenes Foto hochladen \| Durch Klicken des Symbols können weitere Fotos des Objekts in das Medienarchiv Wikimedia Commons hochgeladen werden. \| |
| Name:                    | Bezeichnung der Kellergasse |
| Standort:                | Es ist die Katastralgemeinde (KG) angegeben. Durch Aufruf des Links Standort wird die Lage der Kellergasse in verschiedenen Kartenprojekten angezeigt. |
| Beschreibung             | Kurze Beschreibung der Kellergasse |
| Weitere Bilder vorhanden | Das Symbol bedeutet, dass weitere Fotos des Objekts verfügbar sind. Durch Klicken des Symbols werden sie angezeigt. |
| Eigenes Foto hochladen   | Durch Klicken des Symbols können weitere Fotos des Objekts in das Medienarchiv Wikimedia Commons hochgeladen werden. |